# Helm Glöckler
Helm Glöckler   (Frankfurt del Main, 13 de gener de 1909 - Frankfurt del Main, 18 de desembre de 1993) fou un pilot de curses automobilístiques alemany que va arribar a disputar curses de Fórmula 1 i de les 24 hores de Le Mans.
Glöckler va disputar i guanyar curses de Fórmula 3 amb un nou Porsche 550 (que es va inspirar en el disseny del petit Porsche Spyder fet pel seu cosí).
L'any 1951 també va guanyar la categoria de cotxes esportius Copa Alpine de ral·li conduint un molt modificat Renault 4CV.
Va competir l'any 1953 amb un Porsche 550 a les 24 Hores de Le Mans amb Hans Herrmann, i de nou a la temporada següent de les 24 Hores de Le Mans amb Richard von Frankenberg.

## A la F1
Va debutar a la setena cursa de la temporada 1953 (la quarta temporada de la història) del campionat del món de la Fórmula 1, disputant el 2 d'agost del 1953 el GP d'Alemanya al Circuit de Nürburgring.
Helm Glöckler va participar en una única prova puntuable pel campionat de la F1, no aconseguint classificar-se per disputar la cursa i no assolint cap punt pel campionat del món de pilots.

## Resultats a la Fórmula 1
| Any  | Equip           | Xassís     | Motor              | 1   | 2   | 3   | 4   | 5   | 6   | 7       | 8   | Posició | Punts |   |
| ---- | --------------- | ---------- | ------------------ | --- | --- | --- | --- | --- | --- | ------- | --- | ------- | ----- | - |
| 1953 | Equipe Anglaise | Cooper T23 | Bristol Straight-6 | ARG | 500 | HOL | BEL | FRA | GBR | ALE NVQ | SUI | ITA     | NC    | 0 |

### Resum
| Curses: | Victòries: | Pòdiums: | Poles: | Voltes ràpides: | Punts: |
| ------- | ---------- | -------- | ------ | --------------- | ------ |
| 1       | 0          | 0        | 0      | 0               | 0      |